# Himno del Club Deportivo Guadalajara
El himno del Club Deportivo Guadalajara es una marcha que identifica al Club Deportivo Guadalajara, equipo de la Primera División de México cuya sede es la ciudad de Guadalajara, Jalisco, México. 
A lo largo de la historia, han existido varias canciones que se han reconocido como himno oficial del club. La versión más reciente fue elaborada en el año 2010, sin embargo la primera versión escrita por Luis Aguillé, sigue siendo utilizada tanto en el estadio como en eventos informarles.

## Himno de la promotora
El primer himno del equipo fue interpretado por José Manuel Correa, acompañado por el Mariachi Vargas de Tecalitlán, con música y letra hecha por Luis Aguillé, también existe una versión en Banda. Fue realizado en el tiempo en que la 'Promotora Deportiva Guadalajara' manejaba la administración del equipo. Este himno es el más querido por la afición, debido en gran parte a que es interpretado por uno de los máximos exponentes del folclore mexicano, el mariachi.

## Himno 2006

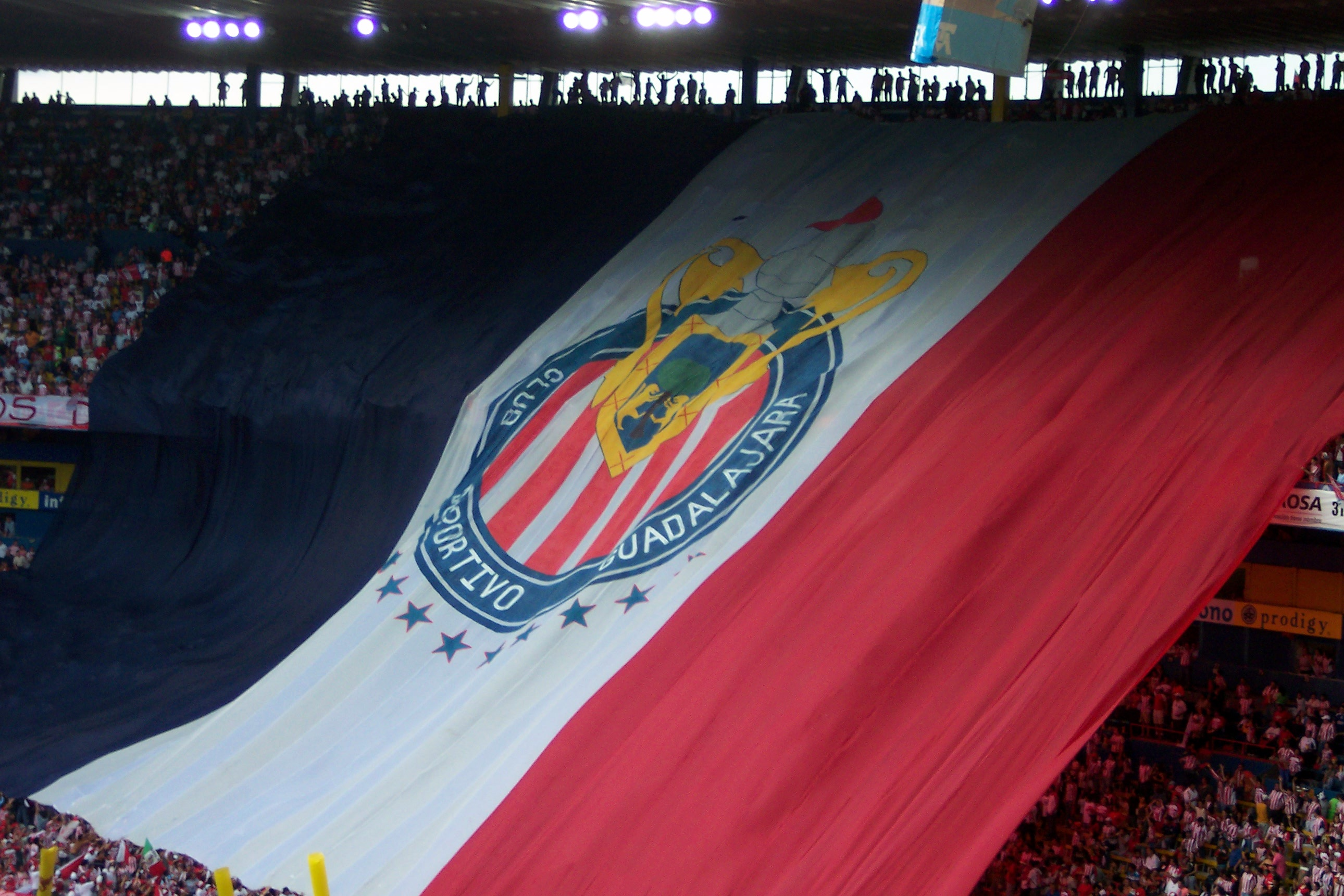

El segundo himno con el que contó Chivas fue hecho en el año 2006, con motivos de la celebración del centenario de la institución. Paulino Monroy es quien escribió, produjo e interpreta este nuevo himno oficial, el cual no tuvo una gran aceptación entre la afición porque Jorge Vergara, actual dueño del equipo, autoritariamente volvió oficial esta versión pop. El 7 de junio de 2006, sale la primera edición en disco compacto del nuevo himno, el cual tenía un precio de venta de 35 pesos.
Existe también una versión en Mariachi de este nuevo himno, la cual es interpretada por Julio Ramos.

## Himno 2010

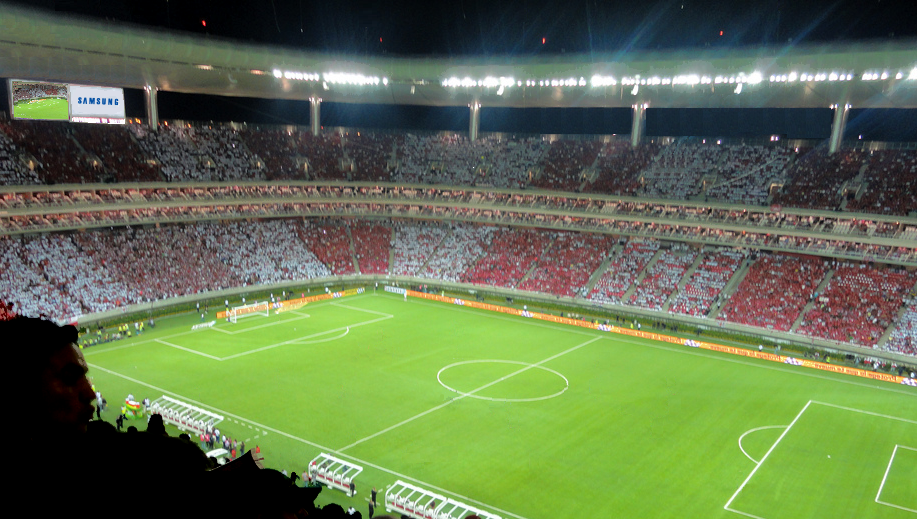
Inauguración del Estadio Omnilife.

El actual himno oficial del Club Deportivo Guadalajara fue hecho en conmemoración a la inauguración del Estadio Omnilife. El presidente del club, Jorge Vergara, ordenó la creación de este nuevo himno al cantautor Reyli, quien lo expuso ante el público el 29 de julio del 2010.